# Can Pau Arenes
Can Pau Arenes és una obra del municipi d'Alella protegida com a bé cultural d'interès local.

## Descripció
Edifici civil. Antiga masia reformada. Consta d'un cos central més elevat que els dos laterals, cobert per una teulada de dos vessants i el carener perpendicular a la façana, conservant per tant una estructura de tipus basilical. Els cossos laterals només tenen un aiguavés que desguassa sobre la façana, i que ha estat amagat darrere un petit mur. El conjunt està format per una planta baixa, dos pisos, i unes golfes al cos central. Especialment interessants resulten els elements de tipus neoclàssic que s'introduïren a la reforma del segle XIX: un cos lateral amb balustrades, hídries als angles frontals de l'edifici, les entrades al recinte de la propietat emmarcades per escultures de lleons i reixats de ferro, i una interessant escultura neoclàssica.
Aquesta escultura realitzada en pedra, i que les seves característiques es pot considerar de tipus neoclàssic: en primer lloc els elements que formen part de la figura, com són per exemple un perfil facial còpia de les escultures gregues, la túnica i toga de tipus romà, i el típic pentinat clàssic. Pel que fa a les actituds, l'estructura es troba absolutament mancada de moviment i expressivitats tant en els gestos com en el rostre. Amb uns trets absolutament lineals, l'autor fa destacar els plecs de la roba, no obstant una mica pesants.

## Història
Al seu emplaçament hi hagué anteriorment el Mas Bufí i se sap que el 1518 el seu propietari era B. Bufí passant, més tard, a la família Armengou. Posteriors propietaris foren Jaume Gibernau el 1625 i Pau Arenes des de l'any 1759 fins al 1863, essent l'autor de la reforma tal com es coneix avui dia. Als reixats d'accés hi ha inscrita la data de 1871. probablement l'element més neoclàssic del conjunt fora el jardí -avui dia en molt mal estat-, del que es conserven poques coses, ja que ha estat substituït per camps de conreu. La casa avui, és emprada com a masia.